# Faktoriális számrendszer
A faktoriális számrendszer egy vegyes alapú számrendszer, amiben a jobbról számított i-edik jegy alapja i. Vagyis az utolsó jegy mindig 0, az utolsó előtti kettes, az azelőtti hármas, az azelőtti négyes számrendszerben van, és így tovább. Ebben a számrendszerben az alapszám hatványainak szerepét a faktoriális számok töltik be; erről is kapta a számrendszer a nevét.
A faktoriális számrendszer univerzálisabb, mint a nem vegyes alapú számrendszerek, ugyanis minden egynél nagyobb egész szám alapja egy helyi érték erejéig. A definícióból adódóan a nagy számokhoz sok különböző jegy kell; minél nagyobb a szám, annál több új jelre van szükség. Tetszőlegesen nagy számok leírásához végtelen sok jel kell. Másrészt viszont minden szám leírható a 0-9 jegyekkel, ami kisebb 10!-nál, vagyis 3 628 800-nál.

## Példák
A legnagyobb hat jeggyel felírható faktoriális alapú szám a 719:
5×5! + 4×4! + 3x3! + 2×2! + 1×1! + 0×0! = 6! − 1.
A 720 felírásához hét jegyre van szükség:
720 = 1:0:0:0:0:0:0!
A faktoriális számrendszerrel könnyen belátható ez az egyenlőség:
{\displaystyle \sum _{i=0}^{n}{i\cdot i!}={(n+1)!}-1}
ugyanis az egész számok, mint egészek, csak egyféleképpen írhatók le. Emellett létezik egy másik felírásuk is, amiben a tizedesvessző után az összes természetes szám megjelenik számjegyként:
1=0,1234…

## Nagy számok
A faktoriális számrendszerben külön gond a nagy számok ábrázolása, hiszen ha a jegyeket tízes számrendszerben írjuk, azok összefolynak. A betűjelölés a 36-os értékű jegyig használható; utána minden helyi értékhez ki kell tenni az ott érvényes alapot.

## Kapcsolat a permutációkkal

A permutációk és inverziós vektoraik közötti kapcsolat

Mivel legfeljebb n jeggyel a nullát is beszámítva n! természetes szám írható le, kézenfekvő a lexikografikusan rendezett permutációkat is faktoriális számrendszerbeli számokkal jelölni. Például n=3-ra:
| decimális | faktoriális | permutáció |
| 010       | 0:0:0!      | (0,1,2)    |
| 110       | 0:1:0!      | (0,2,1)    |
| 210       | 1:0:0!      | (1,0,2)    |
| 310       | 1:1:0!      | (1,2,0)    |
| 410       | 2:0:0!      | (2,0,1)    |
| 510       | 2:1:0!      | (2,1,0)    |